# Эбуане, Эрик
Эрик Эбуане (фр. Eriq Ebouaney; род. 3 октября 1967, Анже, Франция) — французский актёр. Наиболее известен по главной роли в фильме Стая.

## Биография
Эрик Эбуане родился 3 октября 1967 года в городе Анже, Франция, в семье камерунских иммигрантов. В детстве он не проявлял интерес к актёрскому ремеслу и хотел стать бизнесменом. Тем не менее в возрасте 30 лет, он вступил в труппу любительского театра, а затем оставил свою работу в качестве менеджера по продажам, чтобы стать профессиональным актёром.

## Карьера
Дебютировал в 1996 году, в фильме Седрика Клапиша В поисках кошки, сыграв эпизодическую роль столяра.
В 2000 году сыграл первую главную роль во франко-бельгийском биографическом фильме Лумумба. Затем последовали роли в других французских фильмах: Моя жена — актриса, Роковая женщина и Багровые реки 2: Ангелы апокалипсиса.
В 2005 году сыграл второстепенную роль в своём первом голливудском фильме — в исторической драме Ридли Скотта Царство небесное. Другие известные американские фильмы с его участием — Хитмэн, Перевозчик 3 и Три дня на убийство.

## Фильмография
| Год  |   | Русское название                     | Оригинальное название                               | Роль                 |
| ---- | - | ------------------------------------ | --------------------------------------------------- | -------------------- |
| 1996 | ф | В поисках кошки                      | Chacun cherche son chat                             | столяр               |
| 1998 | ф | Луиза (дубль 2)                      | Louise (Take 2)                                     |                      |
| 1999 | ф | Дети природы                         | Les Enfants du marais                               | слуга                |
| 2000 | ф | Лумумба                              | Lumumba                                             | Патрис Эмери Лумумба |
| 2001 | ф | Моя жена — актриса                   | Ma femme est une actrice                            | вышибала в клубе     |
| 2002 | ф | Роковая женщина                      | Femme Fatale                                        | Блэк Ти              |
| 2004 | ф | Багровые реки 2: Ангелы апокалипсиса | Les rivières pourpres 2 - Les anges de l'apocalypse | полицейский #2       |
| 2005 | ф | Царство небесное                     | Kingdom of Heaven                                   | Фируз                |
| 2006 | ф | Божественное рождение                | The Nativity Story                                  | Бальтазар            |
| 2007 | ф | Хитмэн                               | Hitman                                              | Бвана Ови            |
| 2008 | ф | Отпетые мошенники                    | Ca$h                                                | Леталлис             |
| 2008 | ф | 35 стопок рома                       | 35 rhums                                            | Бланшар              |
| 2008 | ф | Бесчестье                            | Disgrace                                            | Петрус               |
| 2008 | ф | Перевозчик 3                         | Transporter 3                                       | Айс                  |
| 2009 | ф | Королевское наследство               | King Guillaume                                      | священник            |
| 2009 | ф | Жажда                                | Bakjwi                                              | Иммануэль            |
| 2009 | ф | Стая                                 | La horde                                            | Адеваль Меркуди      |
| 2011 | ф | Исходное положение                   | Case départ                                         | Исидор               |
| 2011 | ф | Чёрное золото                        | Black Gold                                          | Хассан Дахиль        |
| 2012 | с | Военная хроника                      | Métal Hurlant Chronicles                            | Р. Каскофф           |
| 2013 | с | Джо                                  | Jo                                                  | Амаду                |
| 2014 | с | Смерть в раю                         | Death in Paradise                                   | Тео Фразье           |
| 2014 | ф | Три дня на убийство                  | 3 Days to Kill                                      | Джулс                |
| 2015 | ф | Бумеранг                             | Boomerang                                           | Психиатр             |
| 2015 | ф | Вместе или никак                     | Nous trois ou rien                                  | Адама                |
| 2016 | ф | Крутые меры                          | Bastille Day                                        | Баба                 |
| 2017 | ф | Китайский продавец                   | China Salesman                                      |                      |